# Sebastiano Milan
Sebastiano Milan (Treviso, 6 aprile 1995) è un pallavolista italiano, schiacciatore della New Gioia.

## Carriera

### Club
La carriera di Sebastiano Milan inizia nelle giovanili del Treviso. Nella stagione 2012-13 entra a far parte della squadra federale del Club Italia, in Serie B2, dove resta per due annate.
Nella stagione 2014-15 esordisce in Superlega grazie all'ingaggio da parte del Padova, compagine con cui disputa tre annate. È nella massima divisione del campionato italiano anche nella stagione 2017-18 quando veste la maglia della Lube. Nell'annata 2018-19 si accasa all'Atlantide Brescia, in Serie A2, categoria in cui milita anche nella stagione successiva, quando viene ingaggiato dall'Emma Villas di Siena.
Per il campionato 2020-21 ritorna nuovamente al club di Padova, in Superlega, mentre nella stagione seguente è in serie cadetta, firmando per la Rinascita Lagonegro. Nell'annata 2022-23 è di scena in Serie A3 con la casacca del Pineto, con la quale conquista la Coppa Italia di categoria, ottenendo nell'occasione anche il premio come miglior giocatore.
Nella stagione 2023-24 fa ritorno all'Emma Villas, in Serie A2, ma nell'annata successiva fa ritorno in Serie A3, ingaggiato dalla debuttante New Gioia.

### Nazionale
Nel 2013 fa parte della nazionale italiana under 19; nello stesso anno è anche nella nazionale under 21, convocato fino al 2015 e con cui vince la medaglia di bronzo al campionato mondiale 2013. Nel 2014 è nella nazionale under 20, mentre dal 2015 al 2016 e in quella nazionale under 23, conquistando il bronzo al Campionato mondiale 2015.
Ottiene le prime convocazioni nella nazionale maggiore nel 2015. Nel 2018 si aggiudica la medaglia d'oro ai XVIII Giochi del Mediterraneo, mentre, nel 2019, conquista la medaglia dello stesso metallo alla XXX Universiade.

## Palmarès

### Club
- Coppa Italia di Serie A3: 1

2022-23

### Nazionale (competizioni minori)
- Campionato mondiale under 21 2013
- Campionato mondiale under 23 2015
- Giochi del Mediterraneo 2018
- Universiade 2019

## Premi individuali
- 2023 - Coppa Italia di Serie A3: MVP